# Neoplan Skyliner

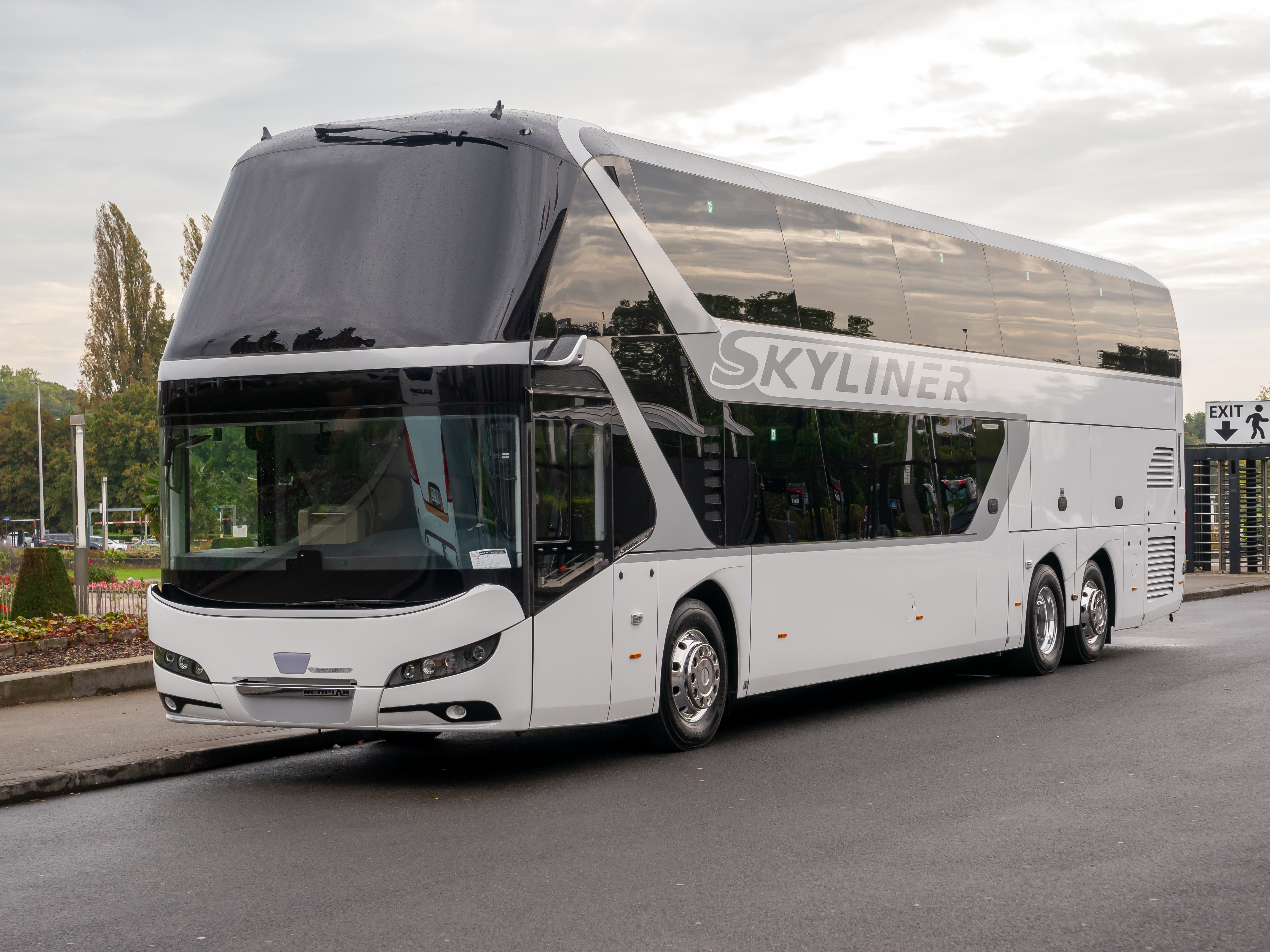
Neoplan Skyliner z roku 2023

Neoplan Skyliner je dvoupodlažní třínápravový luxusní zájezdový autobus vyráběný německým výrobcem autobusů Neoplan. Byl představen v roce 1967.

## Historie

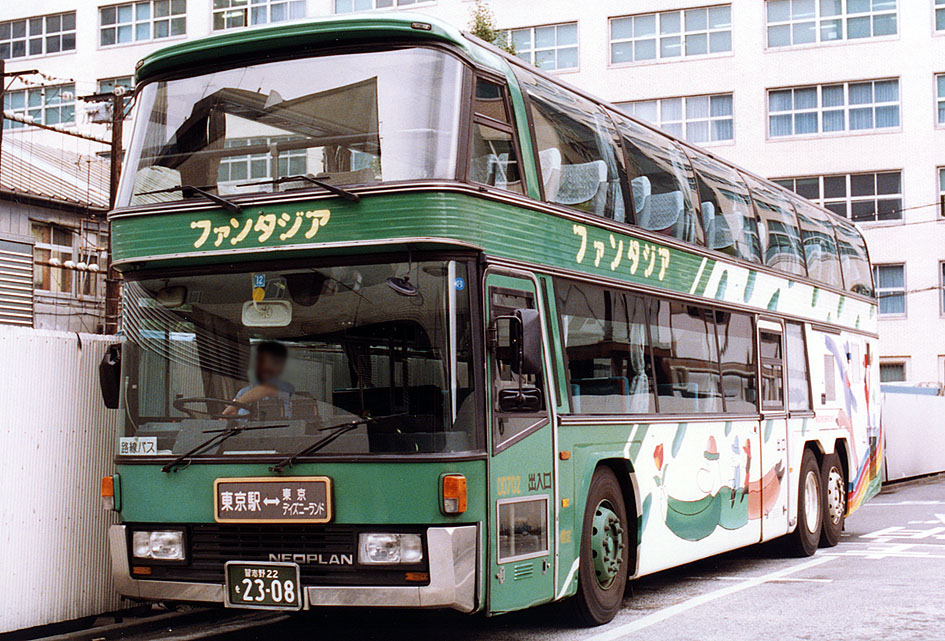
Neoplan Skyliner z počátku 80. let 20. století

Skyliner navrhl v roce 1964 Konrad Auwärter, druhý syn zakladatele Neoplanu Gottloba Auwärtera, jako součást své disertační práce. Od roku 2011 se vyrábí čtvrtá generace modelu.[zdroj⁠?!]